# Raymond Grant
Pour les articles homonymes, voir Grant.
Le baron Raymond Grant, né le 3 septembre 1921 à Sus, en France où il est décédé le 5 octobre 2004, à Navarrenx, est le fils du baron Ronald Charles Grant (baronnie de Longueuil) et d'Ernestine Maude Bowes-Lyon, cousine germaine de la Reine mère Elizabeth.

## Biographie
Il est le onzième Baron de Longueuil, seul titre associé au colonialisme français au Canada à être officiellement reconnu de 1959 à 2004 par Élisabeth II[réf. nécessaire].
Son fils Michael, fruit de son union avec Patricia Anne Maltby, lui a succédé.
Raymond Grant consacra sa vie à la peinture.
Depuis son décès, son œuvre pictural est diffusé par son fils Michael Grant et Jean-Bernard Baucou. Une biographie et un catalogue raisonné de son œuvre sont en cours de réalisation.
Les toiles de Raymond Grant ont été exposées en France, ainsi qu’au Québec à Longueuil, la ville que fonda son ancêtre Charles Le Moyne (1626 – 1685). Ce dernier, natif de Dieppe en Normandie, fut anobli en Nouvelle-France.
En 2002, le baron Raymond Grant autorisa la ville de Longueuil au Québec à utiliser le blason des barons de Longueuil.